# أوسكار أيالا
أوسكار أيالا (بالإسبانية: Óscar Ayala) هو مدرب كرة قدم ولاعب كرة قدم باراغواياني، ولد في 3 أبريل 1985 في ماريانو روكي الونسو في باراغواي. شارك مع منتخب باراغواي لكرة القدم. أما مع النوادي، فقد لعب مع نادي خنرال دياز.

## وصلات خارجية
- أوسكار أيالا على موقع قاعدة بيانات كرة القدم.إي يو (الإنجليزية)
- أوسكار أيالا على موقع ناشيونال فوتبول تيمز (الإنجليزية)
- أوسكار أيالا على موقع Soccerway.com (الإنجليزية)